# Susanne Praetorius

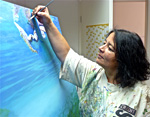
Susanne Praetorius

Susanne Praetorius (* 1961 in München) ist eine in Kempten lebende zeitgenössische Malerin und Mitbegründerin des dort ansässigen Kunstvereins „artig“. Sie ist eine Urenkelin des seinerzeit in München bekannten und inzwischen verstorbenen Malers Max Fenk, der unter den Professoren Gabriel und Emanuel von Seidl sowie Professor Hocheder viel zur kunstgewerblichen Entwicklung der bayrischen Hauptstadt beigetragen hatte.
Der von der Stadt Kempten ausgeschriebene Publikumspreis wurde Susanne Praetorius bisher in den Jahren 2005, 2006, 2008 und 2011 verliehen.
Viele ihrer Bilder verbinden konkrete Motive mit dem Imaginären, die wegen ihrer realistischen Darstellungsweise auf Grundlagen der Trompe-l’œil-Technik beim Betrachter für Verblüffung sorgen. Die Titel der Bilder enthalten oft humorvolle Wortspiele mit Hinweisen zur Erklärung oder gar zum Entdecken auf den ersten Blick versteckter Bildinhalte.

## Leben

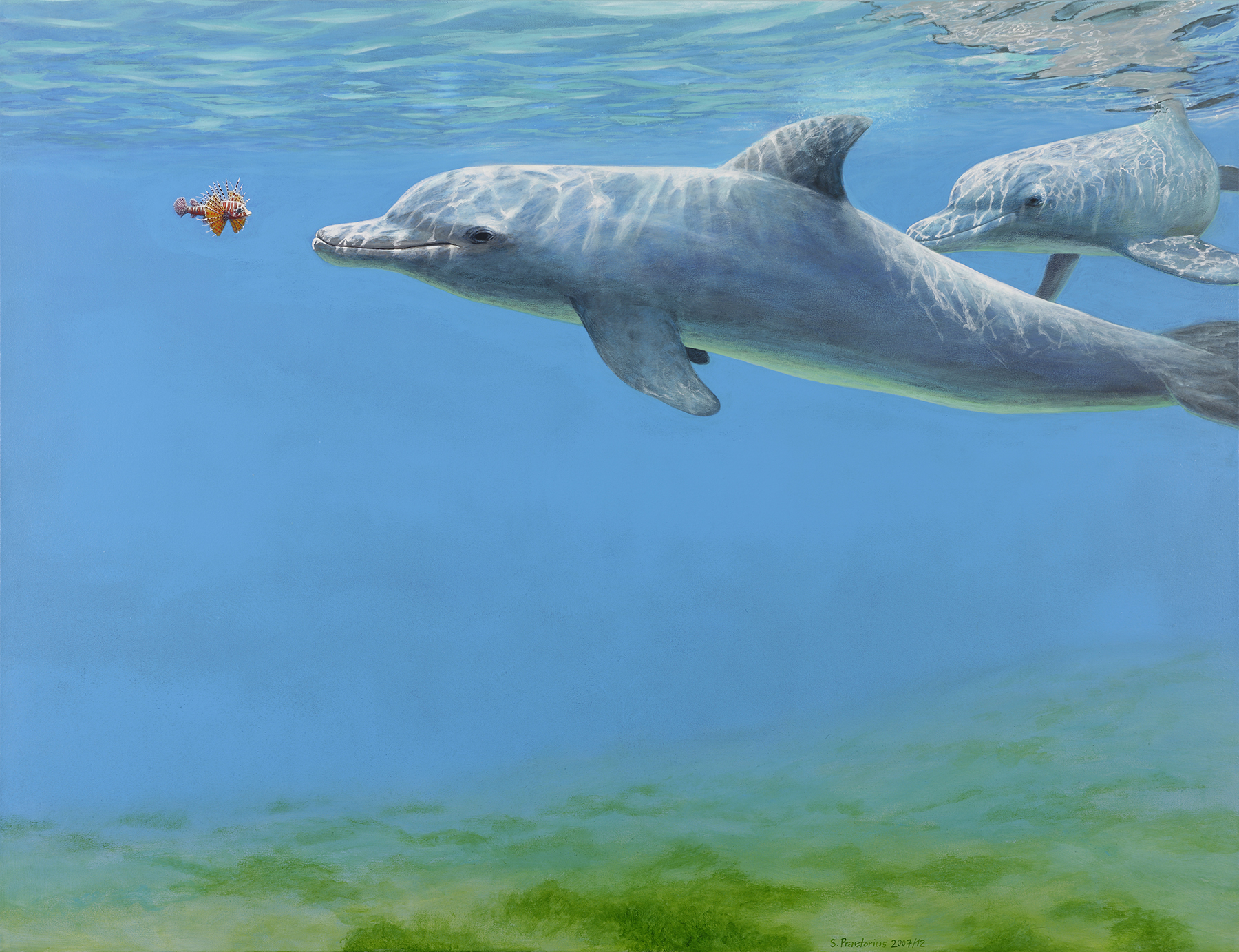
Susanne Praetorius: "Neulich im Atlantik" (2007)

Praetorius beginnt ab 1980 ihre Bilder in Kempten, Ulm, Augsburg und Oberstaufen in der Öffentlichkeit auszustellen. Wegen der guten Aufnahme bei den Besuchern bleiben diese Orte auch während der nächsten 20 Jahre ihre Favoriten, und die Ausstellungen finden dort in unregelmäßigen Abständen statt. Währenddessen wird von ihr 1985 ein Studium zum Designer (FH) im Studiengang Kommunikationsdesign an der Fachhochschule Augsburg begonnen und 1989 erfolgreich abgeschlossen. Praetorius bleibt vorerst in Augsburg und arbeitet anschließend als Assistentin der Werbeabteilung an den städtischen Bühnen für ein weiteres Jahr. Von 1994 bis 2000 arbeitet sie eng mit Ruth Treffeisen in der Herstellung von Porzellanpuppen zusammen, bis sie schließlich in Kempten ihr eigenes Atelier eröffnet. Im gleichen Jahr erweitert sie ihre Kenntnisse durch ein Praktikum als Mediengestalterin auch in der digitalen Gestaltung.
Im Sommer 2001 führt ihr Weg zu dem Maler Friedrich Hechelmann aus Isny, der in "Sommerakademien" Künstler weiter ausbildet. Im darauf folgenden Jahr (2002) beginnt sie wieder ihre Ausstellungen zu forcieren, die inzwischen internationalen Charakter erreichen, so zum Beispiel Gemeinschaftsausstellungen in Kempten (Kornhaus), Berlin (The Story of Berlin), Frankreich (Château de la Ferté und Orschwiller). Weitere Einzelausstellungen finden in Bad Grönenbach, Memmingen, Ravensburg und Kempten statt.
Aus dem Anlass der Allgäuer Festwoche schreibt die Stadt Kempten einen vom Publikum zu verleihenden Preis aus – Susanne Praetorius nimmt zum ersten Mal mit einem Bild an der Wahl des Publikumspreises teil. Diesen erhält sie zum ersten Mal aber erst im darauf folgenden Jahr (2005) für ihr Bild "Garten-Party". 2006 folgen weitere Ausstellungen im Allgäu und Elsass; außerdem wird sie zum zweiten Mal von den Kunstliebhabern unter den Festwochenbesuchern in Kempten mit dem ersten Preis für das Bild "Stiel-Leben" gekürt. 2007 und 2008 folgen weitere Ausstellungen im Allgäu, Trient und in Feste Vigiliane. Zum ersten Mal in der Geschichte des Festwochenpreises gelingt ihr ein "künstlerischer Hattrick" in der hiesigen Szene, wieder der erste Platz beim Festwochenpreis für "Travelling Lights".
Inzwischen haben sich um Praetorius durch ihre wachsende Bekanntheit mehr und mehr Kunstfreunde und Freunde der Künstlerin versammelt. Dieser Freundeskreis beschließt zur Belebung der Allgäuer Kunstszene den Verein "artig e. V." zu gründen, im Spätsommer des Jahres 2009 wird in der Kemptener Markthalle Kunst von Malern, Bildhauern und Kleinkünstlern in Verbindung mit musikalischen oder anderen Bühnenevents präsentiert, wobei der Eintritt für die Kunstausstellungen frei bleibt. Das Konzept führt zum Erfolg, die Veranstaltung wird 2010 mit wechselnden Künstlern wiederholt. In diesem Jahr führt sie noch im Allgäu und Schwarzwald weitere Ausstellungen mit ihren eigenen Bildern durch.
Auch 2011 wird es zur Regel, dass der Kunstverein "artig e. V." im Spätsommer die Kemptener Markthalle für die Künstler zur Ausstellungsfläche umfunktioniert, Praetorius ist seit der Vereinsgründung im Vorstand und als Künstlerin wieder dabei. Der jährliche Ausstellungskurs führt sie in diesem Jahr außer in das inzwischen für sie obligatorisch gewordenen Allgäu auch nach Franken. Das Publikum der Allgäuer Festwoche belohnt Praetorius auch in diesem Jahr mit dem ersten Preis für das Bild "Wir sind dagegen".
Das Jahr 2012 führt sie für eine Ausstellung wieder zu ihrem Geburtsort München zurück. Dem Kunstverein "artig e. V." gelingt es, in Kempten historische Ausstellungsflächen in der Reichsstädtischen Münze in der Altstadt anzumieten; ab April 2012 finden dort im monatlichen Turnus Einzel- und Gruppenausstellungen von Künstlern in der so getauften "Galerie kunstreich" statt.

## Werke
- 2001: Afrikanisches Einhorn
- 2002: Sommerfrische, Das Lächeln der Kürbisse, Papapeienbaum, Solo
- 2003: Wasser und Steine, Waldlichtung, exoTisch, Silence, Kleines Stilleben, SeeRosen
- 2004: Der große Farn, Evergreen, Vive la Liberté, SeeLöwe, Garten-Party (Publikumspreis der Stadt Kempten 2005), Zauberwald
- 2005: Herbst, Waldspaziergang 2, Neptuns Terrasse, Die Reise, Wasserfarben, Carpe Diem
- 2006: Stiel-Leben (Publikumspreis der Stadt Kempten 2006), Azzuro, Sonne im Haus, Das "Meerchen" vom Papageientaucher, Wassermann, Sommerstille, Blumenmeer, Neulich im Atlantik
- 2008: Der gelbe Garten, Travelling Lights (Publikumspreis der Stadt Kempten 2008), Odyssee, Afrikanischer Pegasus, Löwenzahn und Gänseblümchen, Grossstadtdschungel
- 2009: Besuch, Kleines Stillleben, Viso del Mare,
- 2010: Kleines Stillleben III, Meeresfrüchte II, Summertime, Am Vulkan
- 2011: Unser schönes Leben, Wir sind dagegen (Publikumspreis der Stadt Kempten 2011), Il Gabbiano, Wildwuchs, Das Geräusch
- 2012: Meerchen, Orange in Farbe, Jäger verlorener Schätze, Gedankenbilder, Neuland, Der Kuss, Schönheit (2012)[4]